# Addy Kleijngeld
Addy Kleijngeld, (Helmond, 29 december 1922 - Mainz, 15 december 1977) geniet in eerste instantie landelijke bekendheid als accordeonspeler en leider van het NCRV Musette-orkest Le Casse Musette. Maar als producer bij platenmaatschappij CNR en ontdekker en manager van Heintje krijgt hij ook internationaal aanzien.

## Biografie

### 1922 - 1951
Op zesjarige leeftijd koopt hij zijn eerste accordeon die hij bij elkaar heeft gespaard met sigarettendoosjes. Hij krijgt les van zijn opa en vader en speelt al op jonge leeftijd in café Limburgia waarvan zijn vader eigenaar is. Wanneer hij acht jaar is, maakt hij met het nummer Regentropfen zijn debuut op de radio en speelt hij ook wekelijks mee in het orkest van zijn vader, Orkest Willem Kleijngeld. Vanaf zijn achttiende speelt hij in zijn eigen orkesten waarmee hij optreedt tijdens bruiloften, partijen en dansavonden. In 1940 neemt hij voor het eerst deel aan een concours in Eindhoven. Eind jaren veertig, begin jaren vijftig, vormt hij samen met Jos Mollemans, Theo Smits zijn eigen orkest, het dansorkest Addy Kleijngeld. Vanaf 1949 volgt Addy Kleijngeld accordeonlessen bij Frans van Cappelle in Hilversum. Van Cappelle is ook muzikaal leider van het orkest Les Gars de Paris waarmee Addy Kleijngeld geregeld optreedt. Begin jaren veertig speelt hij in diverse Helmondse orkesten waaronder The Swing Devils en De Nieuwe Bolero's.

### 1952 - 1960
Via de radio wordt Addy Kleijngeld landelijk bekend. Kleijngeld wordt in 1952 Nederlands kampioen accordeonspelen en tijdens de wereldkampioenschappen bereikt hij de vierde plaats. In dit jaar richt hij ook het Radio Accordeon Orkest (de Accordeon vereniging Helmond A.K.) op waarmee hij tussen 1961 en 1963 enkele opnames maakt. Kleijngeld is accordeonist van diverse Nederlandse radio-ensembles en leider van het NCRV Musette-orkest Le Casse Musette. Ook is hij directeur van de Helmondse accordeonschool. In 1954 opent Kleijngeld een muziekwinkel in Helmond. In juli van dit jaar toert Addy Kleijngeld samen met het accordeonduo Les Deux Jeateux (Tonny Eyk en zijn zus Jeanette) door Italië. Addy Kleijngeld regelt ook dat een nog onbekend bandje de Lettersets, met in hun gelederen Pierre Kartner en Dimitri van Toren, zijn eerste singles (De Nozempjes, Zonder Jou Jacqueline, Tanja) kan opnemen. In 1957 richt hij het trio de Vrolijke Mijnwerkers op waarvan ook drummer Frans de Groot (later bij Gert Timmerman) en accordeonist Tonnie Melis deel uitmaakten.

### 1961 - 1965
In 1961 wordt Addy Kleijngeld producer bij platenmaatschappij CNR. Hij ontmoet Gert Timmerman voor wie hij Ik heb eerbied voor jouw grijze haren opneemt, een compositie van de Vlaamse zanger Bobbejaan Schoepen en het wordt een grote hit voor het Duo Gert Timmerman. Hij neemt ook twee singles op met Jack de Nijs onder zijn artiestennaam Jack Dens & the Swallows. In deze tijd is Kleijngeld ook orkestleider tijdens de tv-shows van Gert & Hermien. In 1963 produceert hij het nummer Pig Latin Song, de eerste single van de Haagse beatgroep Pee White & The Magic Strangers. Ook produceert hij alle platen van de Engelse beatgroep The Scorpions die met het nummer Hello Josephine een nummer 1-hit scoren. Hij produceert talloze platen van artiesten als De Selvera's, Cees and His Skyliners, Westend Zangertjes, Hurricane Strings, Skyrockets, Aart Brouwer, De Drie Matrozen, The New Orleans Syncopaters, De Noveletta's, Ton en Pim, De Gema's, Carla van Renesse, De Oelewappers, De Limburgse Jagers, Ben Steneker, The Blue Angels, Christel Sauer, De Cantarelli's, The Emeralds, De Oriona's, De Cantari's, De Nieuwe Vijf, De Carina's, Guus Jansen sr., The Spotlight Partners, Tante Na, Elly de Wit, De Limburgse Zusjes, Wil Knipa, Jerry Bey, Gert & Hermien, de Zusjes van der Mark, Jo Leemans, Ellis de Waal, De Mounties, Peter Wiedemeijer, 't Zigeunermeisje, Pee White And The Magic Strangers en de Belgische zanger Louis Neefs.

### 1966
Addy Kleijngeld komt in contact met Heintje na een tip. Kleijngeld neemt de tip serieus en zoekt de jonge zanger thuis op in Limburg. Nadat hij het knulletje slechts een paar tonen heeft horen zingen, weet hij al dat hem een gouden toekomst te wachten staat. Kleijngeld sluit een weddenschap af met CNR dat hij duizend platen van hem verkoopt. Het worden er uiteindelijk vele miljoenen. Ook is hij orkestleider in de tv-show van Gert en Hermien die door de TROS wordt uitgezonden. Op 19 juni van dit jaar ontvangt hij ook het diplôme de professeur d'accordéon van het Conservatoire d'accordéon de Paris.

### 1967 - 1976
Het nummer Mama komt uit en de naam van Heintje en Addy Kleijngeld is gevestigd. Er volgen nog meer hits waaronder: Ich Bau Dir Ein Schloss. Heintje neemt zijn eerste langspeelplaat op en toert door Europa, Zuid-Afrika en Japan. Ook is de jonge Limburger veelvuldig op televisie te zien en acteert hij in speelfilms. In 1972 sluit de muziekwinkel van de familie Kleijngeld zijn deuren. Met de gezondheid van Addy Kleijngeld gaat het ondertussen steeds slechter. Hij werkt hard en heeft hartproblemen waardoor hij meerdere keren in het ziekenhuis moet worden opgenomen.

### 1977
Eind 1977 sterft Addy Kleijngeld op 54-jarige leeftijd aan een hartstilstand in de trein op weg naar zijn vakantieadres in Mittenwald, in het zuiden van Duitsland. Hij is begraven op begraafplaats Molenstraat 72 te Helmond.